# Féktelen szív
A Féktelen szív (eredeti cím: Yabani) egy 2023 és 2025 között bemutatott török televíziós sorozat, melynek főszereplői a Testvérek című sorozat első két évadából ismert Halit Özgür Sarı és a Kegyetlen város című sorozatból ismert Simay Barlas.
Törökországban 2023. szeptember 12-től 2025. január 11-ig sugározta a NOW, Magyarországon eredetileg már 2024 szeptemberének végén, a Testvérek befejezése után képernyőre tűzte volna a TV2, de miután kiderült, hogy lesz második évad is, a csatorna helyette 2024. szeptember 27-én a Zafír – Egy rejtett szerelmi történet című sorozatot tűzte képernyőre, amely 2025. február 12-én ért véget, így a sorozatot a csatorna 2025. február 13-tól sugározza. A TV2 15:40-es sávban sugározta minden hétköznap egészen 2025. július 18-ig, azonban Az aranyifjú című sorozatnál magasabb nézettség miatt július 21-től minden hétköznap 16:45-kor tűzi műsorra a csatorna. A második évadot 2025. augusztus 7-én tűzte műsorra a TV2.

## Története
A sorozat középpontjában a főhős, Yaman küzdelmes élete áll. Yaman egy igen befolyásos és gazdag családba született, azonban még gyerekként elrabolták, majd az utcára került. Itt tengődött hosszú évekig, ám egy nap sikerül visszatalálnia a családjához. Csakhogy nem egyszerű beilleszkednie az új környezetébe, szokatlan, ismeretlen neki az az élet, amelyet az otthona, az új társadalmi helyzete kínál. Yaman nagyon másképp élt az utcán, így aztán a legközelebbi hozzátartozóival sem könnyű megtalálnia a hangot. Ráadásul a család, amelytől egykor elszakították, is sokat változott az eltelt idő alatt. Nem csoda, hogy egyik konfliktust követi a másikat…

## Szereplők
| Szereplő neve      | Színész                | Magyar hangja          |
| ------------------ | ---------------------- | ---------------------- |
| Yaman Ali Soysalan | Halit Özgür Sarı       | Hamvas Dániel          |
| Neslihan Soysalan  | Dolunay Soysert        | Zakariás Éva           |
| Güven Aydın        | Tayanç Ayaydın         | Háda János             |
| Alaz Soysalan      | Bertan Asllani         | Horváth-Töreki Gergely |
| Çağla Soysalan     | Seray Özkan            | Kelemen Kata           |
| Rüya Arkan         | Simay Barlas           | Nagy Katica            |
| Şebnem Sualp       | Şebnem Hassanisoughi   | Solecki Janka          |
| Serhan Soysalan    | Yurdaer Okur           | Kőszegi Ákos           |
| Eşref Ali Soysalan | Osman Alkaş            | Faragó András          |
| Feride             | Ayşegül Ünsal          | Kovács Nóra            |
| Özge Aydin         | Nur Fettahoğlu         | Mezei Kitty            |
| Cesur              | Sezer Arıçay           | Czető Roland           |
| Asi                | Rojbin Erden           | Csifó Dorina           |
| Umut               | Ramiz Mullamusa        | Czető Ádám             |
| Ece Soysalan       | Aleyna Al              | Gyarmati Laura         |
| Rüzgar             | Bartu Dilmen           | Sörös Miklós           |
| Metin Arkan        | Serdar Orçin           | Dolmány Attila         |
| Elif               | Gizem Sevim            | Tamási Nikolett        |
| Tolga Demirhan     | Can Sarp İkiler        | Kisfalusi Lehel        |
| Zafer Demirhan     | Kaan Çakır             | Tokaji Csaba           |
| Derin Emirdağ      | İlayda Akdoğan         | Csuha Bori             |
| Hande Emirdağ      | Nergis Öztürk          | Sipos Eszter Anna      |
| İskender Emirdağ   | Kanbolat Görkem Arslan | Petridisz Hrisztosz    |
| Adem Altun         | Hakan Çelebi           | Penke Bence            |
| Bekir Altun        | Okan Selvi             | Rosta Sándor           |
| Elmas Altun        | Ceren Erginsoy         |                        |
| Tuba Altun         | İlayda Sezgin          |                        |

## Évados áttekintés
| Évad | Évad | Török epizódok száma | Magyar epizódok száma | Eredeti sugárzás     | Eredeti sugárzás | Eredeti sugárzás   | Magyar sugárzás   | Magyar sugárzás    | Magyar sugárzás |
| Évad | Évad | Török epizódok száma | Magyar epizódok száma | Évadpremier          | Évadfinálé       | Eredeti adó        | Évadpremier       | Évadfinálé         | Magyar adó      |
| ---- | ---- | -------------------- | --------------------- | -------------------- | ---------------- | ------------------ | ----------------- | ------------------ | --------------- |
|      | 1.   | 36                   | 120                   | 2023. szeptember 12. | 2024. június 1.  |                    | 2025. február 13. | 2025. augusztus 6. |                 |
|      | 2.   | 15                   |                       | 2024. szeptember 14. | 2025. január 11. | 2025. augusztus 7. |                   |                    |                 |

## Magyar stáb
- Magyar szöveg: Mihályi Dávid
- Hangmérnök és Vágó: Horváth Zoltán
- Gyártásvezető: Lajtai Erzsébet
- Szinkronrendező: Wessely-Simonyi Réka
- Produkciós vezető: Gyarmati Zsolt

A szinkront a TV2 Média Csoport megbízásából a Masterfilm Digital készítette.